# أوديني دونا
أوديني دونا (من مواليد 12 مارس 1993) هي لاعبة كريكيت سريلانكية المولد تلعب مع منتخب الإمارات العربية المتحدة للكريكيت. في يوليو 2018، اختيرت ضمن تشكيلة منتخب الإمارات العربية المتحدة للمشاركة في بطولة تصفيات العالم تونتي20 للسيدات لعام 2018 [الإنجليزية]. لقد شاركت في بطولة توينتي الدولية النسائية للكريكيت (WT20I) لدولة الإمارات العربية المتحدة ضد هولندا في تصفيات العالم توانتي20 في 7 يوليو 2018.

## الروابط الخارجية
أوديني_دونا على موقع إي آس بي آن كريك إنفو (الإنجليزية)